# Kragan (Gondangrejo)
Kragan is een bestuurslaag in het regentschap Karanganyar van de provincie Midden-Java, Indonesië. Kragan telt 2801 inwoners (volkstelling 2010).